# Перегірки
Перегірки — річка в Україні, у Овруцькому районі Житомирської області. Ліва притока Жерева (басейн Прип'яті).

## Опис
Довжина річки приблизно 8,3 км.

## Розташування
Бере початок на південному заході від Невгоди. Тече переважно на південний схід і на південному заході від В'язівки впадає у річку Жерев, ліву притоку Ужа.